# Kosta Perović
Kosta Perović (Cirílico: Кocтa Пеpoвић; Osijek, antigua Yugoslavia; 19 de febrero de 1985) es un exjugador de baloncesto serbio. Mide 2,18 metros y jugaba en la posición de pívot.

## Trayectoria deportiva

### Liga Serbia
Comenzó jugando en las categorías inferiores del KK Beopetrol de Belgrado, haciendo su debut con el primer equipo en el año 2000. En 2002 ficha por el Partizan de Belgrado, equipo con el que ha jugado la Euroliga y al que ha pertenecido hasta 2007. En su última temporada en la liga europea promedió 10,3 puntos y 4,3 rebotes por partido.
Ha sido internacional con la Selección de baloncesto de Serbia en todas las categorías.

### NBA
Fue elegido en el puesto 38 de la segunda ronda del Draft de la NBA de 2006 por Golden State Warriors, pero prefirió curtirse un año más en Europa. En agosto de 2007 ficha por fin por los Warriors, con un contrato por dos años con opción a un tercero, por 4,6 millones de dólares, es decir, 3,5 millones de euros.
Sin embargo, apenas disputó 7 partidos con el equipo californiano.

### Vuelta a Europa
En 2008 regresó a Europa, fichando por el Power Electronics Valencia de la Liga ACB, en el cual sería pieza clave del histórico equipo que se proclamaría campeón de la Eurocup en 2010 junto con jugadores como: Víctor Claver, Rafa Martínez, Nando De Colo o Florent Piétrus entre otros firmó un contrato de tres años por 3,3 millones de euros. Sin embargo, sólo acabaría dos años de dicho contrato.
En el verano de 2010 la alta ficha del jugador obligó al equipo valenciano a darle la carta de libertad, llegando a un acuerdo con el Fútbol Club Barcelona por tres temporadas, aunque sólo disputaría dos.
En verano de 2012 ficha por el Unicaja Málaga donde juega una temporada. Y en 2013 ficha por el equipo ruso Enisey Krasnoyarsk.
Tras pasar por el Unicaja de Málaga, FC Barcelona, jugó las dos últimas temporadas en el Enisey ruso, donde en su última temporada aportó 9.0 puntos y 4.8 rebotes en la VTB, y 8.0 puntos y 4.7 rebotes en la Eurochallenge Cup. En la 2007/2008 jugó en los Golden State Warriors, donde disputó 7 encuentros.
En diciembre de 2015, tras no llegar a debutar esa temporada con el Partizan a causa de las lesiones, tomó la decisión de retirarse a los 31 años de edad.

## Estadísticas de su carrera en la NBA

### Temporada regular
| Año     | Equipo       | PJ | PT | MPP | %TC  | %3P  | %TL  | RPP | APP | ROB | TPP | PPP |
| ------- | ------------ | -- | -- | --- | ---- | ---- | ---- | --- | --- | --- | --- | --- |
| 2007–08 | Golden State | 7  | 0  | 5.4 | .300 | .000 | .667 | 1.9 | .1  | .0  | .3  | 1.4 |
| Total   | Total        | 7  | 0  | 5.4 | .300 | .000 | .667 | 1.9 | .1  | .0  | .2  | 1.4 |

## Logros y reconocimientos
- Campeón de Europa Sub-16 con la selección de Serbia (2001).
- Subcampeón EuroBasket con Serbia (2009).
- Campeón de la EuroCup 2010 con Power Electronics Valencia.
- 2 veces campeón de la Supercopa ACB con el FC Barcelona (2010, 2011).
- Campeón de la Copa del Rey de baloncesto 2011 con el FC Barcelona.
- 2 veces campeón de la Liga ACB con el FC Barcelona (2011, 2012).
- 4 veces campeón de la YUBA League (2003, 2004, 2005, 2006)